# Індикан

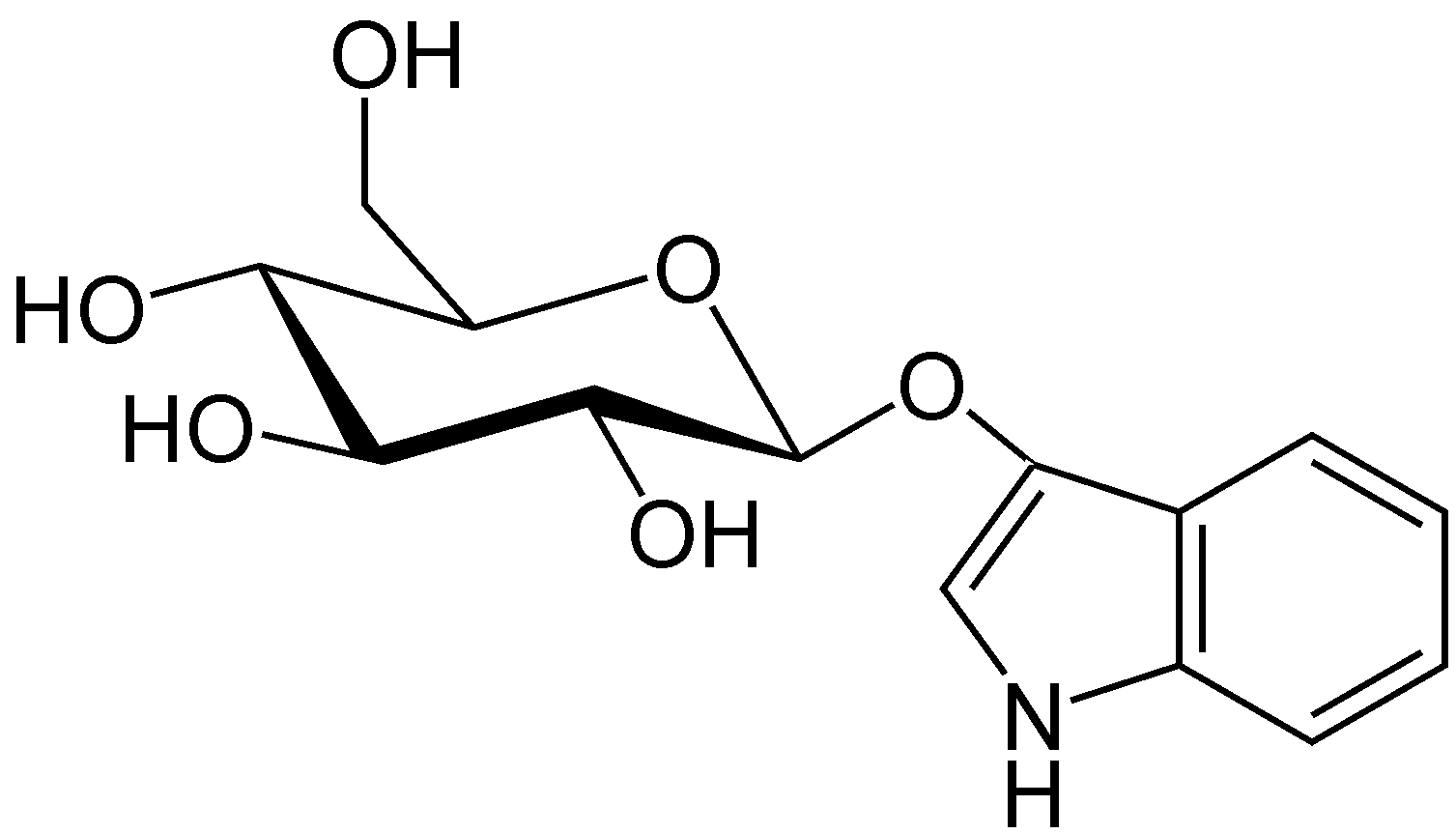
хімічна структура

Індикан (калієва сіль 3-гідроксиіндолілсірчаної кислоти) — один з кінцевих продуктів азотистого обміну, який виділяється із сечею.

## Утворення
Він утворюється в нирках з 3-гідроксиіндолілсірчаної кислоти, яка є продуктом знешкодження індолу. Останній надходить в кров з товстого кишечнику, де утворюється з триптофану внаслідок гниття білків. Індол є токсичною речовиною. У клітинах печінки індол спочатку окиснюється до 3-гідроксиіндолу — індоксилу, а далі поєднується із сірчаною кислотою, утворюючи індоксилсірчану кислоту. Калієва або натрієва сіль цієї кислоти має назву індикан.

## Фізіологія людини
У здорової людини вміст індикану в крові знаходиться в межах 1,0—4,7 мкмоль/л. Кількість індикану в сечі за добу становить 5—20 мг. Підвищення вмісту індикану в крові вище за 0,140—0,160 мг% має назву індиканемії, а підвищення вмісту в сечі — індиканурії. При надлишку індикану сеча набуває коричневого кольору. За кількістю цієї речовини в сечі людини роблять висновок про інтенсивність процесів гниття білків у товстому кишечнику, а також про функціональний стан печінки.
Підвищення рівня індикану в крові та сечі спостерігається при посиленні гниття в кишечнику, тривалих запорах, туберкульозі кишечнику, диспепсіях, тифах, при гнійних осередках в організмі (абсцесах, гнійних бронхітах), а також при хворобах печінки, хронічному ураженні нирок, виразковій хворобі шлунка, іноді при вагітності.